# آدم‌کش (فیلم ۲۰۲۳)
آدم‌کش (انگلیسی: The Killer) فیلم هیجان‌انگیز اکشنِ آمریکایی محصول ۲۰۲۳ به کارگردانی دیوید فینچر از فیلم‌نامهٔ اندرو کوین واکر است که بر اساس مجموعه رمان گرافیکی فرانسوی به همین نام اثر الکسیس نولن و لوک جاکامون ساخته شده‌است. در این فیلم، مایکل فاسبندر نقش قاتل سیاسی را ایفا می‌کند که پس از به‌خوبی پیش نرفتن هدفش، گرفتارِ یک شکار بین‌المللی می‌شود. آرلیس هاوارد، چارلز پارنل، کری اومالی، سالا بیکر، سوفی شارلوت و تیلدا سوینتن در نقش‌های مکمل ظاهر می‌شوند.
مراحل توسعۀ اقتباس از این رمان از سال ۲۰۰۷ در پارامونت پیکچرز و پلن بی انترتینمنت آغاز شد. فینچر به‌عنوان کارگردان و آلساندرو کامون به‌عنوان فیلمنامه‌نویس به کار گرفته شدند. فینچر در سال ۲۰۲۱ پروژه را به نتفلیکس منتقل کرد و اندرو کوین واکر جایگزین کامون شد.
آدم‌کش نخستین بار در جشنوارهٔ بین‌المللی فیلم ونیز در ۳ سپتامبر ۲۰۲۳ به نمایش درآمد. این فیلم در ۲۷ اکتبر انتشار محدودی در سینما داشت و پخش اینترنتی خود را در ۱۰ نوامبر ۲۰۲۳ از طریق نتفلیکس آغاز کرد. آدم‌کش به‌طور کلی نقدهای مثبتی از سوی منتقدان دریافت کرد.

## بازیگران
- مایکل فاسبندر
- آرلیس هاوارد
- چارلز پارنل
- کری اومالی
- سالا بیکر
- سوفی شارلوت
- تیلدا سوینتن

## تولید

### توسعه
در نوامبر ۲۰۰۷ اعلام شد که دیوید فینچر اقتباسی از کتاب کمیک فرانسوی ماتز، یعنی آدم‌کش را کارگردانی خواهد کرد که آلساندرو کامون فیلم‌نامهٔ آن را خواهد نوشت و تولیدکنندهٔ آن پلن بی انترتینمنتِ برد پیت و توزیع‌کنندهٔ آن پارامونت پیکچرز خواهد بود. در فوریهٔ ۲۰۲۱، فینچر پروژه را به نتفلیکس برد و در آن‌جا قراردادی کلی امضا کرد. همچنین اندرو کوین واکر اکنون فیلم‌نامه را می‌نویسد و مایکل فاسبندر نقش اصلی را برعهده دارد. تا ژوئن گزارش شد که فینچر قصد دارد فیلمبرداری را در نوامبر ۲۰۲۱ در پاریس آغاز کند و دخیل بودن فیلم‌بردار اریک مسرشمیت در پروژه نیز تأیید شد. تیلدا سوینتن در اکتبر به گروه بازیگران پیوست.

### فیلم‌برداری
تصویربرداری اصلی در اوایل نوامبر ۲۰۲۱ در پاریس آغاز شد. در مارس ۲۰۲۲، مراحل فیلم‌برداری به مدت ده روز در سنت چارلز، ایلینوی صورت گرفت و در همان ماه به پایان رسید.

### موسیقی
در فوریهٔ ۲۰۲۳ گزارش شد که ترنت رزنر و آتیکوس راس موسیقی فیلم را می‌سازند. در سپتامبر ۲۰۲۳ تأیید شد که موسیقی متن، از آثار گروه راک انگلیسی اسمیتز خواهد بود.

## انتشار
آدم‌کش برای نخستین بار در جشنوارهٔ بین‌المللی فیلم ونیز در ۳ سپتامبر ۲۰۲۳ به نمایش درآمد. این فیلم در ۲۷ اکتبر ۲۰۲۳ انتشار محدودی در سینما داشت و پخش اینترنتی خود را در ۱۰ نوامبر ۲۰۲۳ از طریق نتفلیکس آغاز کرد.

## بازخورد

### منتقدان
آدم‌کش  در وبگاه نقد و بررسی راتن تومیتوز بر اساس نظر ۱۹۷ منتقد، امتیاز ۸۷٪ با نمرهٔ ۷٫۴/۱۰ را کسب کرده‌است. این فیلم در متاکریتیک، که از میانگین وزنی استفاده می‌کند، بر اساس نظر ۵۴ منتقد امتیاز ۷۲ از ۱۰۰ را کسب کرده که نشان‌گر «بازبینی‌های به‌طور کلی مطلوب» است.
این فیلم با سامورایی محصول ۱۹۶۷ مقایسه شده‌است.

### جایزه‌ها و نامزدی‌ها
| مراسم             | تاریخ          | دسته‌بندی                                 | دریافت‌کننده(ها)        | نتیجه    | منبع   |
| ----------------- | -------------- | ---------------------------------------- | ---------------------- | -------- | ------ |
| جشنواره فیلم ونیز | ۹ سپتامبر ۲۰۲۳ | شیر طلایی                                | دیوید فینچر            | نامزدشده | [ ۲۱ ] |
| جشنواره فیلم ونیز | ۹ سپتامبر ۲۰۲۳ | جایزه ستارگان موسیقی متن برتر — ذکر ویژه | ترنت رزنر و آتیکوس راس | برنده    | [ ۲۲ ] |